# Giuseppe Trabucchi
Giuseppe Trabucchi (Verona, 29 giugno 1904 – Verona, 6 dicembre 1975) è stato un politico e avvocato italiano.

## Biografia
Figlio di Marco (anch'esso avvocato, fondatore dell'Istituto Artigianelli con Giovanni Battista Piamarta e zio di Alessandro Trabucchi) e di Maria Zamboni (sorella del filosofo Giuseppe Zamboni) era fratello di Emilio, Alberto, Maria e Cherubino. Sposò Ada Fiori ed ebbe 9 figli.
Dopo gli studi primari, svolti nella città natale, si laureò in giurisprudenza all'Università degli Studi di Padova ed in Scienze politiche all'Università Cattolica di Milano dove conobbe statisti come Moro, Fanfani e Andreotti e molti altri uomini politici che concorsero alla fondazione della Repubblica.
Entrò a far parte dello studio legale del padre Avv. Marco Mario Trabucchi (già ereditato dal nonno Giuseppe Trabucchi) e continuando la tradizione della famiglia, si dedicò oltre che alla professione nel ramo civilistico e amministrativo, al diritto tributario, essendo stato allievo di Ezio Vanoni e con lui preparò la modifica del sistema fiscale italiano.
Fu vicesindaco di Verona dal 1946 al 1951 e sindaco di Selva di Progno e Brenzone; per tredici anni (dal 1953 al 1966) fu presidente della Fiera di Verona.
Aldo Fedeli (sindaco) e Trabucchi (vice sindaco) che guidarono la città di Verona dal 1946 al 1951 furono definiti da Giorgio Zanotto «una bella accoppiata: la testa e la ferma volontà erano di Trabucchi, il profeta era Fedeli». In particolare Trabucchi è definito «figura straordinaria (...) un’intelligenza fuori del comune, con un’indipendenza assoluta di carattere». Tra i meriti di Trabucchi oltre alla ricostruzione materiale, l’aver rimesso in moto la macchina comunale, riassestando in particolare gli uffici finanziari e garantendo un gettito fiscale adeguato. Dal 1959 alla morte fu Presidente dell'Istituto Artigianelli di padre Piamarta.
Ricoprì la carica di ministro delle finanze nei governi Tambroni, Fanfani III e Fanfani IV. In questa qualità nel 1960 sottoscrisse la transazione in sede stragiudiziale con lo Stato italiano per il rilascio della storica sede del Grande Oriente d'Italia, Palazzo Giustiniani. Il suo successore Rino Formica ha anche evidenziato gli effetti di una sua circolare in materia doganale.

### Scandalo del tabacco
Nell'ottobre 1961 le coltivazioni di tabacco in Italia furono devastate dalla peronospora che distrusse il 70 per cento del raccolto. In quell'occasione il governo dovette fronteggiare la situazione, ricorrendo all'importazione di tabacco dall'estero. A que sto punto si inserisce l'azione di Carmine De Martino grande proprietario terriero del Salernitano, titolare di due società, la SAIM e la SAID. Egli chiese all'allora ministro delle Finanze, Trabucchi il permesso di coltivare tabacco in Messico per importarlo in Italia. Una precisa legge prescriveva che nessun privato potesse stabilire rapporti di questa natura con il monopolio di Stato e lo stesso Trabucchi, per la ferma opposizione del consiglio di amministrazione del Monopolio tabacchi, si vide costretto a non concedere il permesso di importazione al suo collega di partito. De Martino, però, non si dette per vinto: c'erano in gioco miliardi  (il tabacco all'estero costava meno della metà di quanto lo Stato italiano lo pagò alla SAID e alla SAIM) e quindi il senatore democristiano tornò alla carica. Questa volta Trabucchi, sembra senza ascoltare nessun parere, decise di autorizzare il collega di partito a importare in 5 anni 70 mila quintali di tabacco dal Messico. De Martino importò 25 mila quintali di tabacco, che il Monopolio pagò 75mila lire al quintale, mentre il prezzo corrente non superava le 35 mila lire al quintale. Solo in quell'anno l'operazione-tabacco portò quindi allo Stato un danno che si fa ascendere a circa 925 milioni. Le importazioni sono proseguite nel 1963, anche se con ritmo meno accelerato. Nel frattempo morì il senatore De Martino, lasciando buona parte delle azioni della SAID e della SAIM a sua figlia, moglie di un altro ex parlamentare democristiano, l'onorevole Giorgio Tupini, figlio dello ex ministro, ex sindaco di Roma e senatore Umberto Tupini. L'azienda Monopolio tabacchi presentò, nel bilancio del 1964 per la prima volta, nell'ultimo bilancio, un passivo di oltre 11 miliardi; il capitolo riservato alle importazioni (è quello con il quale vengono pagate la SAIM e la SAID) presenta un deficit senza precedenti: 6 miliardi e 300 milioni. Il governo fu costretto a correre ai ripari, facendo approvare una variazione di bilancio, proprio per coprire il deficit del capitolo importazioni. La proposta di variazione fu presentata dal ministro del Tesoro Emilio Colombo, il 14 marzo 1964: relatore di maggioranza fu il senatore Trabucchi. La legge, nonostante molte opposizioni, passò e venne pubblicata il 6 luglio 1964 sulla Gazzetta Ufficiale. Intanto le due società (attraverso gli amministratori delegati, Renato De Martino e Mario Dini) tentarono di ottenere il permesso di importare immediatamente tutto il tabacco, invece che nello spazio di 5 anni. Evidentemente la SAID e la SAIM temevano che accadesse qualche cosa, che la operazione speculativa non potesse dispiegarsi per tutto l'arco dei 5 anni, e volevano accelerare i tempi. Questa la vicenda dell'importazione del tabacco dal Messico. La Procura generale, venutane a conoscenza, giunse a conclusioni clamorose. Non solo, infatti, ritenne illegittimo il decreto di Trabucchi che permetteva l'importazione dal Messico, ma prese in considerazione l'idea che l'ex ministro avesse autorizzato l'operazione in mala fede, ben sapendo, cioè, di procurare un ingente danno allo Stato, dal momento che il Monopolio poteva benissimo importare senza intermediari a prezzi molto più favorevoli. Il Procuratore generale, d'accordo con il sostituto, dottor Massimo Severino — il quale condusse l'inchiesta — decise quindi di inviare gli atti al Parlamento, che avrebbe dovuto decidere se mettere il ministro sotto accusa. La procedura, dopo la trasmissione degli atti è la seguente: il Parlamento nomina una commissione, composta da dieci deputati e dieci senatori, che è incaricata di svolgere le indagini, al termine delle quali il ministro potrà essere messo sotto accusa su decisione della maggioranza dei parlamentari. La denuncia viene quindi inoltrata alla Corte Costituzionale, che procede (se lo ritiene opportuno) a un supplemento di istruttoria, fissando la data del dibattimento entro venti giorni. La Corte Costituzionale era composta in questo caso da 21 giudici, una parte dei quali erano cittadini estratti a sorte da uno speciale elenco. Prosciolto dalla commissione inquirente, Trabucchi fu comunque portato davanti ai due rami congiunti del parlamento, dove 461 parlamentari votarono per metterlo in stato d'accusa, 440 democristiani votarono il contrario, mentre 15 assenti non parteciparono alla seduta. I voti non raggiunsero la metà del parlamento più uno, e Trabucchi evitò lo stato d'accusa.
Renato Gozzi così lo ricordò al funerale «(...) Ecco perché in quest'ora noi, qui raccolti intorno a Te, carissimo avvocato Trabucchi, possiamo mitigare il nostro dolore solo nella memoria della Tua fede (...). A nome di Verona io Ti ringrazio. Non so se Ti debba ringraziare più per le cose egregie che hai fatto per Verona in questi trent'anni, per questo Tuo servire, in umiltà, per questo Tuo stare al secondo posto a palazzo Barbieri, ed essere il più grande estimatore del nostro carissimo Fedeli; per questo Tuo saper essere Ministro a Roma e Sindaco in piccoli centri della nostra provincia (...). Verona quindi non Ti lascia (...).».
È raffigurato, insieme a Aldo Fedeli in una delle 6 lunette in gesso presenti sopra le porte dell’atrio principale d’ingresso di Palazzo Barbieri.

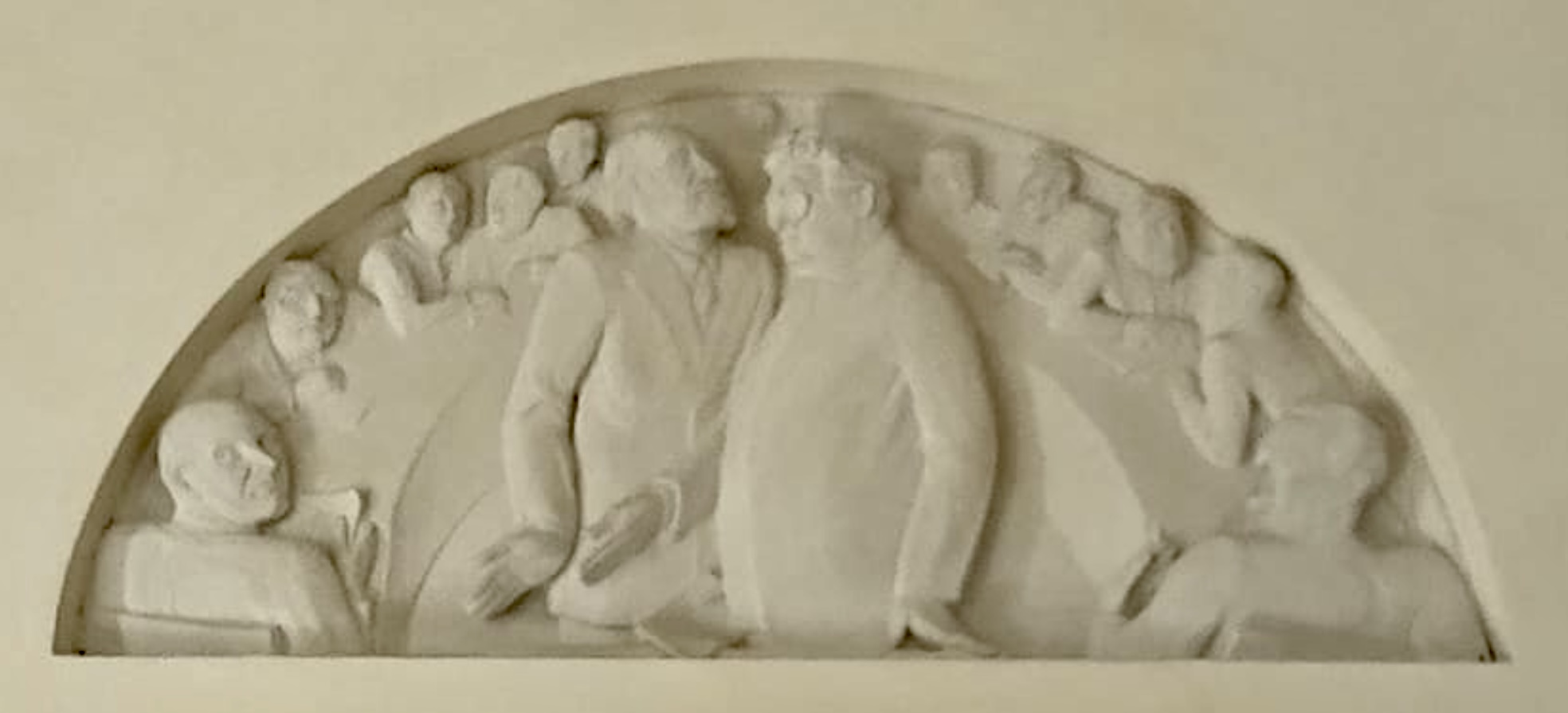
Lunetta Palazzo Barbieri Fedeli Trabucchi